# ダービーニュース
ダービーニュースとは、中央競馬専門新聞を発行していた東京都文京区湯島にある会社。また通常は同社がかつて発行していた、同名の競馬新聞を指す。

## 概要
中央競馬の新聞と地方競馬（南関東公営競馬）の新聞を発行していた。中央競馬は東京・中山・福島・新潟・札幌・函館開催について発行し、同時開催の西の競馬場のレースについては、競馬ニホンとの提携により一部レースを掲載していた。北海道から静岡までの範囲で発売していた。
メイン開催の本紙予想担当は1994年（平成6年）、ラジオ日本などで評論家活動をしている長谷川仁志に交代し、廃刊まで務めた。そのほか、グリーンチャンネルでパドック解説を務める山本博之、別所偉らのトラックマンを擁した。かつては大川慶次郎、阿部一俊といった有名予想家を輩出している。“攻撃予想”を標榜し、回収率重視の傾向にあった。
地方競馬の新聞は南関東のほか、南関東競馬の場外発売を行っている各地の競馬場でも発売していた。東京MXテレビ『大井競馬中継』の解説を務める青木博美らがいた。
会社のロゴカラーは緑色。見やすさ1番・楽しさ2倍のキャッチフレーズを掲げていた。
なお、昭和40年代に一時正式社名を優駿社（ゆうしゅんしゃ）としていた時代があったが、日本中央競馬会（JRA）機関誌『優駿』、並びに名称が類似しており、関西を中心とした西日本で「競馬ダービー」を発行していたダービー社とは一切関係が無い。

## 歴史
1946年（昭和21年）10月の日本競馬会による公認競馬再開と同時に創刊。

大阪で競馬ニホンを発行していた前夜通信社の東京支社長だった松尾義範が独立、「日本ダービー社」の屋号で創業した。同年には戦前から発行していた競週ニュース、競馬研究（現・研究ニュース）が復刊しており、新たに創刊したホースニュース・馬に次いで戦後4番目の競馬新聞となる。

その後、競争の激化にともない発行部数が低迷するが、1963年（昭和38年）、ライバル紙『勝馬』のスタッフが契約評論家だった大川慶次郎を引き連れて移籍すると、1パーセント前後だったシェアが8パーセントまで上昇し知名度が高まった。
1964年（昭和39年）、『勝馬』の創刊にも関わった東京都議会議員の荒木由太郎が2代目社長に就任。松尾も編集兼発行人として引き続き会社に残り、以後当社は荒木家と松尾家の共同経営になる。。荒木は、新聞が刷り上がった直後に人海戦術で配送する流通改革を実施。他紙よりも格段に速く店頭に並ぶことから売れ行きが伸び、一時は33パーセントのシェアを誇った。しかし、荒木は1965年（昭和40年）の東京都議会黒い霧事件に関与して起訴され、一旦第一線を退く。

その後、他紙も同様の流通体制に切り替えたことや、競馬欄を充実させた安価な夕刊紙（1969年夕刊フジ、1975年日刊ゲンダイ）の登場、さらには関西の最大手紙競馬ブックの関東進出や関東でも後発紙1馬の誕生、さらに産経新聞社が競馬エイトを創刊するといった競馬専門紙業界の競争激化に巻き込まれるなど、様々な環境の変化によって徐々に関東での販売シェアを落とす。大川も1972年（昭和47年）、古巣のケイシュウNEWSに復帰した。
2013年3月末にて中央・地方とも競馬新聞発刊を中止することになり、地方競馬版は同年3月29日、中央競馬版は同年3月31日付でそれぞれ休刊、67年間の歴史に幕を閉じた。なお今回の休刊は「赤字基調から抜け出せる見込みがないことから、傷の浅いうちの撤退」という経営判断によるものとされており、自社ビルなどは残っているという。2023年（令和5年）現在も会社公式のFacebookアカウントを保持し、タイムラインの更新も続けていて、主に南関東地方競馬関連の話題を取り上げている。

なお、日本競馬新聞協会では本紙長谷川の新たな所属先となった馬サブローを事実上の後継と認め、2014年からJRAの競馬場・ウインズに設けられている新聞スタンドで加盟他紙と同様に販売可能とする措置を取った。

## 放送系メディアとの関係
ダービーニュースはラジオ日本と深い関係を築き、2011年（平成23年）までラジオ日本の競馬関連番組の多くに解説者として自社所属のトラックマンを送り込んできた。
1980年代から2001年（平成13年）4月改編までは、競馬中継本編（『競馬ロータリー』→『競馬実況中継』）土曜・日曜の1部・2部すべてに解説者を出演させていた。看板評論家阿部一俊の降板に伴い日曜2部から撤退したが、2002年（平成14年）に『中央競馬大作戦』が現在と同じ朝の15分番組に変わった時に、土曜放送分のみ提供参加、解説者を派遣した。しかし2011年2月限りでラジオ日本におけるすべての提供を降板した。解説者は本紙予想だった長谷川仁志を残して全員降板したが、残った長谷川は休刊後もフリーの評論家として引き続き出演している。
また、大川慶次郎と契約していた1960年代中頃には、大川が日本短波放送（現・ラジオNIKKEI）第1プログラム『中央競馬実況中継』のレギュラー解説者として出演していた。テレビでは東京12チャンネル『土曜競馬中継』（現・『ウイニング競馬』）のスタートと同時に大川と伊藤友康が派遣された。
ラジオ福島の『福島競馬実況中継』にも多くのトラックマンを派遣していたが、廃刊直前の2012年11月開催限りで派遣中止。2013年（平成25年）4月開催以降は競合紙の日刊競馬が引き継いだ。
なお、1980年代には札幌テレビ（現・STVラジオ）『中央競馬実況中継』にも解説者を派遣していた。

## 在籍していた人物
- 青木博美 - 南関東版トラックマン。TOKYO MX『東京シティ競馬中継』解説者などを歴任。
- 阿部一俊 - 中央版トラックマン。ラジオ日本では長谷川とのコンビで土・日曜午後メイン解説、ラジオ福島でもメイン解説を務めた。2001年3月退社。
- 荒木一平太 - 荒木由太郎の長男で3代目社長。松尾博隆と共に、「ダービー」の冠でJRA馬主としても活動。
- 石川吉行 - 中央版トラックマン。廃刊後は大阪スポーツに移籍し、ラジオNIKKEI『中央競馬実況中継』（第2放送・土曜）で不定期にパドック解説。2020年9月よりラジオ日本（土曜1部）「関西馬情報」を担当。
- 石原博 - 中央版トラックマン。紙面は穴予想で鳴らし、ラジオ日本では1部中心にパドック解説。
- 伊藤友康 - 中央版元編集長。1965年（昭和40年）ホースニュース・馬から移籍。東京12チャンネル『土曜競馬中継』（現・ウイニング競馬）初代メイン解説者。ラジオ日本でもメイン解説を務めた。
- 岩村武夫 - 中央版元看板評論家。伊藤の移籍前に大川との二枚看板で活躍。
- 鵜飼勲 - 中央版トラックマン。紙面は穴予想で鳴らし、ラジオ日本では1部パドック解説を主に担当。
- 榎本正男 - 中央版トラックマン。1970年（昭和45年）渡辺からのオファーに乗って夕刊フジに移籍、その後道新スポーツへ再移籍。
- 及川義弘 - 中央従場版元本紙予想。ラジオ日本（土曜1部）メイン解説を長く務めた。
- 鍵裕二 - 中央版トラックマン。ラジオ日本では2011年の撤退まで競馬実況中継本編と『中央競馬大作戦』に出演した。
- 川島康孝 - 中央版トラックマン。ラジオ福島『福島競馬実況中継』を歴任。廃刊後はJRAの騎乗依頼仲介者となる[4]。
- 京増真臣 - 中央版トラックマン。廃刊後は研究ニュース（関東版）に移籍[5]し、ラジオNIKKEI（第1放送・日曜）パドック解説者に着任。
- 木村禎男 - 中央版トラックマン。STVラジオ『これが狙い目』を歴任。
- 葛谷詠一郎 - 南関東版トラックマン。廃刊後は勝馬（南関東版）に移籍。
- 沢田美紀 - 中央版トラックマン。廃刊後は日刊競馬に移籍し、同社トラックマンの小木曽大祐と結婚。
- 柴崎幸夫 - 中央版トラックマン。ラジオ日本では日曜午後パドック解説。
- 鶴見祐輔 - 中央版トラックマン。ラジオ日本では2011年の撤退まで競馬実況中継本編と『中央競馬大作戦』に出演した。
- 戸上邦宏 - 中央版トラックマン。1969年（昭和44年）入社も3年で退職、1975年（昭和50年）日刊ゲンダイ創刊に参加。
- 中石雄三 - 南関東版トラックマン。廃刊後、勝馬（南関東版）に移籍。
- 長谷川仁志 - 中央主場版元本紙予想。廃刊後は馬サブローと契約、またラジオ日本（土日とも2部→土曜2部→日曜1部）、グリーンチャンネル『先週の結果分析』→『結果分析2 ～Feel Positive』に出演。
- 別所偉 - 中央版トラックマン。
- 松尾博隆 - 義範の息子。荒木一平太と共に、「ダービー」の冠で馬主としても活動。
- 松尾義範 - 創業者。
- 丸山康次 - 中央版トラックマン。1980年代にラジオ日本土曜1部メイン解説を務めた。
- 森山大地 - 中央版トラックマン。廃刊後は騎乗依頼仲介者に転職。
- 山本博之 - 中央版トラックマン。ラジオ日本（土曜2部）、『中央競馬大作戦』（土曜）に出演。『先週の結果分析』は廃刊直前まで担当。
- 山岡章夫 - 中央版トラックマン。ラジオ日本（日曜1部）メイン解説を長く務めた。
- 渡辺敬一郎 - 中央版元編集長。1963年（昭和38年）勝馬（中央版）から移籍。1969年（昭和44年）産経新聞東京本社に再移籍し夕刊フジ・競馬エイト創刊に参加。